# Victorinus Youn Kong-hi
Victorinus Youn Kong-hi (ur. 8 listopada 1924 w Chinnamp'o) – koreański duchowny rzymskokatolicki, w latach 1973–2000 biskup Gwangju.

## Życiorys
Święcenia kapłańskie przyjął 20 marca 1950. 7 października 1963 został prekonizowany biskupem Suwon. Sakrę biskupią otrzymał 20 października 1963. 25 października 1973 został mianowany arcybiskupem Gwangju. 30 listopada 2000 przeszedł na emeryturę.